# Драунгей
Драунгей (исл. Drangey) — остров в заливе Скага-фьорд в Исландии. Остров является остатком вулкана возрастом 700 000 лет, большей частью состоит из вулканического туфа и имеет крутые склоны.

## Легенды
Первое упоминание острова можно найти в классической исландской «Саге о Греттире», в которой остров являлся убежищем для изгнанника Греттира; здесь Греттир провёл последние годы со своим братом и слугой. Поздней осенью 1031 года Греттир был убит.
Древняя легенда гласит, что двое бродивших по ночам гигантов, мужчина и женщина, пересекали фьорд со своей коровой, когда их застиг врасплох рассвет. Все трое существ обратились в камень. Драунгей представляет собой корову, Кедлинг (предположительно, женщина-гигант, чье имя переводится как 'Старая ведьма') находится южнее, а Кадл (мужчина-гигант) — севернее, но много лет назад он исчез.

## Природа
На острове обитает множество видов птиц, но наиболее распространены здесь птицы, способные нырять: кайры, чистиковые, тупики. Кайры гнездятся в скалах, чистиковые предпочитают глубокие расщелины под скалами. Тупики выкапывают углубления на краю скал. Также в скалах гнездятся обыкновенные моевки и глупыши, а вороны и соколы находят здесь убежище.
Драунгей долгие годы был предвестником весны для местных жителей. Каждую весну они посещали остров и собирали яйца и птиц. Птиц ловили с помощью плотов, расположенных под скалами. Плоты были покрыты ловушками для птиц, сделанными из конского волоса. Птицеловы находили убежище в лачугах на пляже южной оконечности острова. С этого места люди также отправлялись в море на ловлю рыбы. В наиболее благоприятное время в ловле птиц занято около 200 человек, а добыча превосходит 200 000 особей. Использование силков было прекращено в 1966 году.